# Granulopsammodius tienshanicus
Granulopsammodius tienshanicus är en skalbaggsart som beskrevs av Riccardo Pittino 1984. Granulopsammodius tienshanicus ingår i släktet Granulopsammodius och familjen Aphodiidae. Inga underarter finns listade i Catalogue of Life.